# 加藤重夫
加藤 重夫（かとう しげお、1942年（昭和17年）5月4日 - 2022年（令和4年）11月20日）は、日本の空手家。東京都出身。元天空キックボクシング協会代表・藤ジム会長。元極真カラテ世界王者である松井章圭や元K-1世界王者・魔裟斗らを指導した。
身長155cm､体重50kg（現役時）。

## 来歴
極真会館の前身である大山道場には高校2年の秋､1959年9月に入門し、大山倍達に師事した。極真会館設立後は本部道場、米軍のキャンプ座間で指導した。1967年4月には極真会館の海外指導員として、オーストラリアに1年間派遣された。
1975年から1985年まで極真会館の千葉北支部（手塚道場）で指導に当たった。松井章圭などを指導し、松井は加藤の事を「生涯の恩師」と公言している。
1985年に極真会館手塚道場師範代の任を辞職し、埼玉県新座市にキックボクシング・藤ジムを設立。魔裟斗などを指導し、魔裟斗というリングネームの名付け親でもある。
2006年5月、イベントを行うための事務局組織であった女子キック「天空」を「天空キックボクシング協会」と団体化し、加藤が代表に就任。それに伴い藤ジムも新日本キックボクシング協会から離脱した。同年9月24日には、天空で14歳になったばかりの愛弟子藤鬥嘩裟をプロデビューさせた。
2007年11月には千葉県鎌ケ谷市に藤ジム・千葉県支部を設立。
2009年3月1日、ホテルメトロポリタンエドモントで「格闘技人生50周年祝賀パーティー」が行われ、松井章圭、魔裟斗、谷川貞治、真樹日佐夫らが祝福に駆けつけた。
2022年11月20日早朝に逝去。享年80。